# Fanworks
Fanworks Inc. (株式会社ファンワークス Kabushiki-gaisha fanwākusu?) es un estudio de animación japonés con sede en Sendagaya, Shibuya, Tokio. El estudio fue fundado el 8 de agosto de 2005.
Ha producido trabajos de anime que incluyen Aggretsuko, Dinosaur Biyori y Ani ni Tsukeru Kusuri wa Nai!.

## Producciones

### Series de televisión
| Title                                            | Director(es)      | Fecha de primera transmisión | Fecha de última transmisión | Eps                                                            | Note(s)                                                                              | Ref(s)        |
| ------------------------------------------------ | ----------------- | ---------------------------- | --------------------------- | -------------------------------------------------------------- | ------------------------------------------------------------------------------------ | ------------- |
| Gakkatsu!                                        | Rareko            | 3 de abril de 2013           | 18 de septiembre de 2012    | 25                                                             | Historia original.                                                                   | [ 1 ]         |
| Gakkatsu! 2nd Season                             | Rareko            | 16 de enero de 2013          | 25 de septiembre de 2013    | 25                                                             | Segunda temporada de Gakkatsu!                                                       | [ 1 ]         |
| Tiny Twin Bears                                  | Tetsurou Kodama   | 17 de enero de 2013          | 21 de febrero de 2013       | 26                                                             | Anime basado en álbum ilustrado.                                                     | [ 2 ]         |
| Gigant Big-Shot Tsukasa                          | Ryouichi Mori     | 1 de abril de 2014           | 10 de febrero de 2015       | 32                                                             | Anime basado en un juego de cartas. Coproducido con Forest Hunting One.              | [ 3 ] [ 4 ]   |
| Tiny Twin Bears 2nd Season                       | Yuuji Umoto       | 25 de septiembre de 2014     | 26 de marzo de 2015         | 26                                                             | Segunda temporada de Tiny Twin Bears.                                                | [ 2 ] [ 5 ]   |
| Sushi and Beyond                                 | Rareko            | 12 de abril de 2015          | 11 de octubre de 2015       | 24                                                             | Anime basado en un libro escrito por Michael Booth.                                  | [ 6 ] [ 7 ]   |
| Tiny Twin Bears 3rd Season                       | Yuuji Umoto       | 21 de enero de 2016          | 24 de marzo de 2016         | 10                                                             | Tercera temporada de Tiny Twin Bears.                                                | [ 2 ] [ 8 ]   |
| Aggretsuko                                       | Rareko            | 2 de abril de 2016           | 31 de marzo de 2018         | 100                                                            | Historia Original.                                                                   | [ 9 ]         |
| Honobono Log                                     | Kumi Matsui       | 7 de junio de 2016           | 18 de junio de 2016         | 10                                                             | Anime basado en un libro de ilustraciones escrito por Naka Fukamichi.                | [ 10 ] [ 11 ] |
| Steel Orchestra                                  | Masahiko Ohta     | 10 de octubre de 2016        | 26 de diciembre de 2016     | 12                                                             | Anime basado en un juego para teléfonos inteligentes del mismo nombre.               | [ 12 ] [ 13 ] |
| Akindo Sei no Little Peso                        | Ryousuke Aoike    | 3 de abril de 2017           | 19 de junio de 2017         | 12                                                             | Anime based on a smartphone game of the same name. Co-produced with Fever Creations. | [ 14 ] [ 15 ] |
| Ani ni Tsukeru Kusuri wa Nai!                    | Rareko            | 7 de abril de 2017           | 23 de junio de 2017         | 12                                                             | Anime basado en el manhua escrito por Ling You. Coproducido con Imagineer.           | [ 16 ]        |
| Deeky & Carina                                   | Ryousuke Aoike    | 7 de mayo de 2017            | 25 de marzo de 2018         | 46                                                             | Historia Original.                                                                   | [ 17 ]        |
| Dia Horizon (Hi)                                 | Haruki Kasugamori | 3 de octubre de 2017         | 19 de diciembre de 2017     | 12                                                             | Historia Original.                                                                   | [ 18 ]        |
| Ani ni Tsukeru Kusuri wa Nai! Season 2           | Rareko            | 9 de julio de 2018           | 17 de diciembre de 2018     | 24                                                             | Segunda temporada Ani ni Tsukeru Kusuri wa Nai!                                      | [ 16 ]        |
| Encyclopedia of Pitiful Creatures                | Mariko Tokunaga   | 6 de agosto de 2018          | 17 de agosto de 2018        | 10                                                             | Anime basado en un libro de imágenes.                                                | [ 19 ]        |
| Encyclopedia of Pitiful Creatures (2019 Special) | Mariko Tokunaga   | 28 de marzo de 2019          | 29 de marzo de 2019         | 2                                                              | Dos episodios adicionales de Encyclopedia of Pitiful Creatures.                      | [ 19 ]        |
| Encyclopedia of Pitiful Creatures (2019)         | Jun Aoki          | 29 de julio de 2019          | 7 de agosto de 2019         | 8                                                              | Ocho episodios adicionales de Encyclopedia of Pitiful Creatures.                     | [ 19 ]        |
| Ani ni Tsukeru Kusuri wa Nai! Season 3           | Rareko            | 7 de octubre de 2019         | 23 de diciembre de 2019     | 12                                                             | Tercera temporada de Ani ni Tsukeru Kusuri wa Nai!                                   | [ 16 ]        |
| Ooya-san to Boku                                 | Rareko            | 2 de mayo de 2020            | 12 de junio de 2020         | 12                                                             | Anime basado en el manga escrito por Tarou Yabe.                                     | [ 20 ]        |
| Obake Zukan                                      | Naomi Iwata       | 1 de julio de 2020           | 31 de marzo de 2021         | 39                                                             | Anime basado en un libro de imágenes.                                                | [ 21 ]        |
| Ani ni Tsukeru Kusuri wa Nai! Season 4           | Rareko            | 5 de agosto de 2020          | 14 de octubre de 2020       | 12                                                             | Cuarta temporada de Ani ni Tsukeru Kusuri wa Nai!                                    | [ 16 ]        |
| ABCiee Working Diary                             | Ryousuke Aoike    | 7 de enero de 2021           | 25 de marzo de 2021         | 12                                                             | Historia original                                                                    | [ 22 ]        |
| Encyclopedia of Pitiful Creatures (2021)         | Jun Aoki          | 31 de enero de 2021          | 28 de febrero de 2021       | 5                                                              | 5 nuevos episodios de Encyclopedia of Pitiful Creatures lanzados en 2021.            | [ 19 ] [ 23 ] |
| Dinosaur Biyori                                  | Akifumi Nonaka    | 4 de abril de 2021           |                             | TBA                                                            | Historia original                                                                    | [ 24 ] [ 25 ] |
| Space Academy                                    | Hazumu Sakuta     | 7 de abril de 2021           |                             | TBA                                                            | Anime basado en el webmanga escrito por Yuuji Nishimura.                             | [ 26 ] [ 27 ] |
| Ore, Tsushima                                    | Jun Aoki          | 2 de julio de 2021           |                             | TBA                                                            | Anime basado en el manga escrito por Opūnokyōdai.                                    | [ 28 ] [ 29 ] |
| Chickip Dancers                                  | Rareko            | 5 de octubre de 2021         | TBA                         | Anime basado en la nueva serie de personajes mascota de San-X. | [ 30 ] [ 31 ]                                                                        |               |

### Películas
| Título                                             | Director(es)   | Lanzamiento            | Nota(s)                                                       | Ref(s) |
| -------------------------------------------------- | -------------- | ---------------------- | ------------------------------------------------------------- | ------ |
| Sumikko Gurashi: Tobidasu Ehon to Himitsu no Ko    | Mankyuu        | 7 de noviembre de 2019 | Basado en algunos personajes de ficción producidos por San-X. | [ 32 ] |
| Sumikko Gurashi Movie 2: Aoi Tsukiyo no Maho no Ko | Takahiro Ōmori | 5 de noviembre de 2019 | Basado en algunos personajes de ficción producidos por San-X. |        |
| Encyclopedia of Pitiful Creatures The Movie        | TBA            | 2022                   | Basado en algunos personajes de ficción producidos por San-X. | [ 33 ] |

### OVA's/especiales
| Título                           | Director(es) | Fecha de lanzamiento | Eps | Nota(s)                         | Ref(s) |
| -------------------------------- | ------------ | -------------------- | --- | ------------------------------- | ------ |
| Medamayaki no Kimi Itsu Tsubusu? | Rareko       | 5 de agosto de 2014  | 4   | Anime basado en un manga.       | [ 34 ] |
| English Family, Eats New Year's  | Rareko       | 1 de enero de 2015   | 1   | Episodio especial de año nuevo. | [ 35 ] |

### ONA's
| Título                                    | Director(es) | Primer lanzamiento      | Último lanzamiento      | Eps | Nota(s)                          | Ref(s)       |
| ----------------------------------------- | ------------ | ----------------------- | ----------------------- | --- | -------------------------------- | ------------ |
| Ankoku Cat                                | Unknown      | 19 de diciembre de 2006 | 13 de mayo de 2008      | 6   | Anime original.                  | [ 36 ]       |
| Aggretsuko (ONA)                          | Rareko       | 28 de abril de 2018     | 28 de abril de 2018     | 10  | Netflix original anime.          | [ 9 ]        |
| Aggretsuko: We Wish You a Metal Christmas | Rareko       | 20 de diciembre de 2020 | 20 de diciembre de 2020 | 1   | Episodio especial de Navidad.    | [ 37 ]       |
| Aggretsuko Season 2                       | Rareko       | 14 de junio de 2019     | 14 de junio de 2019     | 10  | Segunda temporada de Aggretsuko. | [ 9 ] [ 38 ] |
| Aggretsuko Season 3                       | Rareko       | 27 de agosto de 2020    | 27 de agosto de 2020    | 10  | Third season of "Aggretsuko"     | [ 9 ] [ 39 ] |